# Skanör
Skanör (in danese Skanør) è una città della Svezia, parte della conurbazione di Skanör med Falsterbo, frazione del comune di Vellinge, nella contea di Scania.